# ダグ・エドリーヌ
ダグ・エドリーヌ（Doug Headline、1962年10月30日 - ）は、フランスの映画監督。

## 出演作品
- ブロセリアンドの魔物